# Andreas Gram

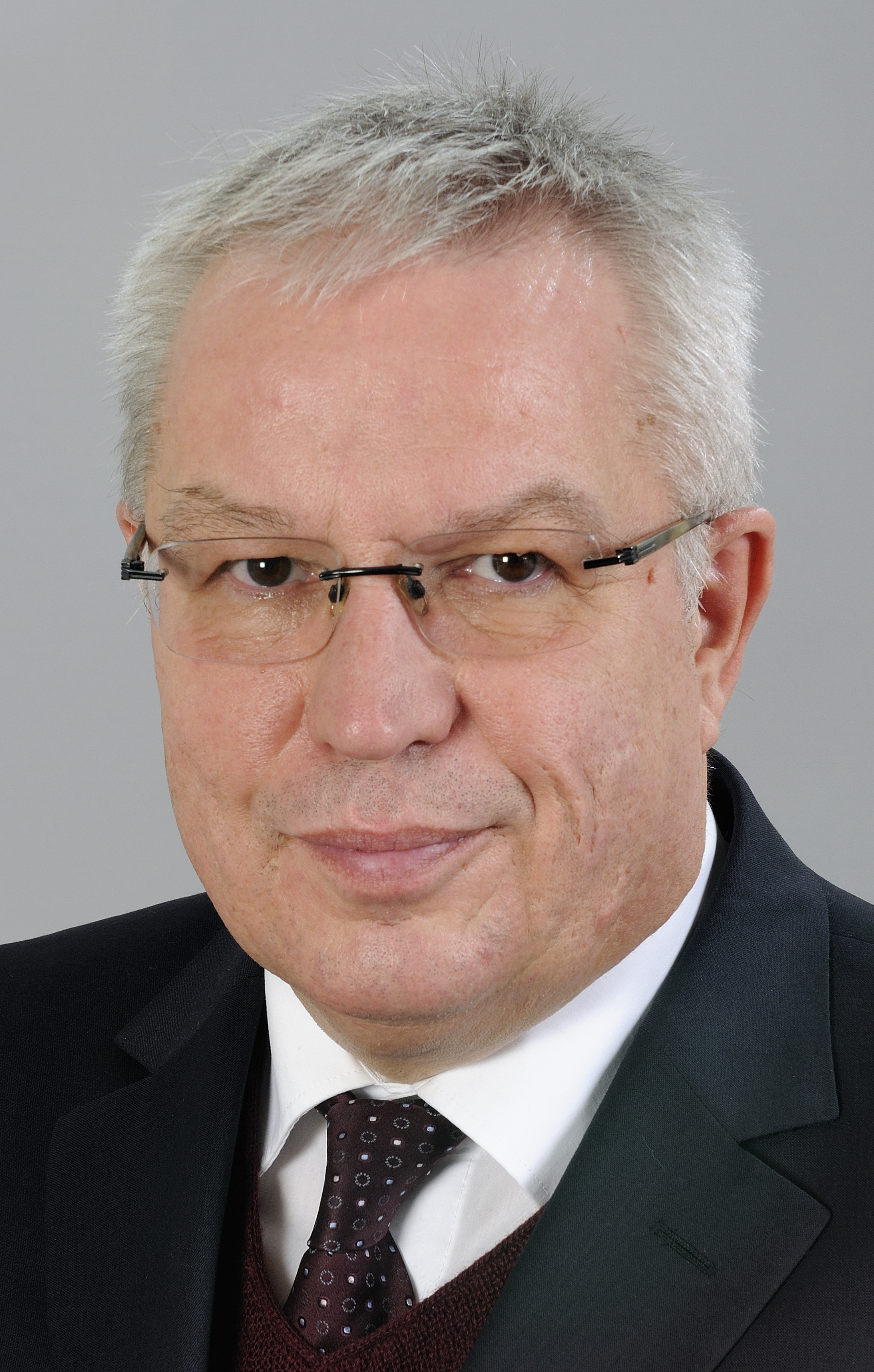
Andreas Gram (2013).

Andreas Gram (* 5. April 1955 in Berlin) ist ein deutscher Politiker (CDU). Er war von 1991 bis 2016 Mitglied des Berliner Abgeordnetenhauses und ab 2011 einer der beiden Vizepräsidenten.

## Leben
Andreas Gram legte 1974 sein Abitur ab und absolvierte direkt im Anschluss bis 1979 ein Studium der Rechtswissenschaften an der Freien Universität Berlin. Nach Ablegung der Zweiten Juristischen Staatsprüfung 1982 nahm er eine Tätigkeit als Rechtsanwalt auf. 1993 erhielt er die Zulassung als Notar.

## Politik
Andreas Gram trat 1972 der CDU bei und war von 1972 bis 1974 stellvertretender Landesvorsitzender der Jungen Union Berlin. Innerhalb der CDU war er ab 1993 Vorsitzender des Ortsverbandes Reinickendorf-West und ab 1996 stellvertretender Kreisvorsitzender in Reinickendorf.
Gram war von Januar 1991 bis Oktober 2016 Mitglied im Abgeordnetenhaus von Berlin. Er war für seine Fraktion von 1991 bis 1999 Fachsprecher für den Bereich Recht. Zudem war er Mitglied im Fraktionsvorstand seiner Partei, ab Ende 2009 als stellvertretender Fraktionsvorsitzender. Innerhalb des Parlaments leitete er von 1995 bis 2001 als Vorsitzender den Ausschuss für Verfassungsschutz. Von Februar 2002 bis September 2011 übernahm er den Vorsitz des Ausschusses für Verfassungs- und Rechtsangelegenheiten, Verbraucherschutz und Geschäftsordnung, dem er zuletzt als ordentliches Mitglied angehörte.
Für die 17. Legislaturperiode (ab Oktober 2011) wurde Gram zu einem der beiden Vizepräsidenten des Abgeordnetenhauses gewählt.